# Strontium
Strontium is een scheikundig element met symbool Sr en atoomnummer 38. Het is een zilverwit aardalkalimetaal.

## Ontdekking
Adair Crawford slaagde er in 1790 in om het mineraal strontianiet te onderscheiden van verschillende bariummineralen. Martin Heinrich Klaproth ontdekte acht jaar later het strontium zelf. Het werd in 1808 door Sir Humphry Davy voor het eerst met behulp van elektrolyse geïsoleerd. Zuiver strontium werd 47 jaar later verkregen door de Duitse chemicus Robert Bunsen.
Het element is naar de plaats Strontian genoemd in het westen van Schotland, waar strontiumhoudende mineralen voor het eerst werden ontdekt.

## Toepassingen

### Industrie
Strontiumverbindingen werden voornamelijk gebruikt in het glas van  beeldbuistelevisies om de vrijgekomen röntgenstraling te absorberen. Strontiumferriet SrO(Fe2O3)6 is een goedkoop magnetisch materiaal. Het wordt toegepast in kleine elektromotoren, generatoren en luidsprekers. 
Andere toepassingen zijn:
- de raffinage van zink.
- in de optica wordt strontiumtitanaat gebruikt omdat het een zeer hoge lichtbrekingsindex en een optische dispersie heeft die groter is dan die van diamant.[1]

Ten slotte worden strontiumnitraat, strontiumcarbonaat en strontiumchloraat in de pyrotechniek gebruikt, omdat ze de vlammen een karmijnrode kleur geven.

### Geochemie
Zeewater bevat van nature een wereldwijd gelijke concentratie opgeloste Sr2+-ionen. Organismen die hun skelet opbouwen uit het mineraal aragoniet CaCO3 nemen daarbij in hun kristalstructuur op de plek van calcium strontium op, in ongeveer dezelfde Sr/Ca-verhouding waarmee de twee elementen in het water voorkomen. Als de kalkskeletjes in sediment terechtkomen en begraven raken zal onder invloed van de temperatuur rekristallisatie optreden, waarbij aragoniet wordt omgezet naar calciet, ook CaCO3. Het strontium wordt bij deze omzetting afgestoten en komt in het grondwater terecht.

### Strontiumanalyse
Rubidium-strontiumdatering is tegenwoordig een veel toegepaste methode bij het onderzoek van menselijke skeletresten. Strontium komt via verwering terecht in het grondwater en vervolgens via de voedselketen in de botten en het tandglazuur van levende wezens. Doordat tandglazuur tijdens de kinderjaren wordt gevormd en daarna onveranderd blijft, geeft de strontiumverhouding in het glazuur een indicatie van de regio waarin een individu is opgegroeid.

## Opmerkelijke eigenschappen
Zoals alle aardalkalimetalen reageert strontium met water en zuurstof, maar heftiger dan magnesium en calcium. Het verbrandt in aanwezigheid van zuurstof en bij temperaturen vanaf 650 K ook in een omgeving met stikstofgas. Daarbij vormt het respectievelijk strontiumoxide en strontiumnitride. Het is een breekbaar metaal en opmerkelijk zachter dan calcium.
Strontium zit in enkele soorten tandpasta tegen tandbederf.

## Verschijning
Op aarde is strontium een algemeen voorkomend element; het gemiddelde gehalte in de aardkorst bedraagt 0,014 procent. De meest voorkomende verschijningsvormen zijn als het mineraal celestien (strontiumsulfaat, SrSO4) en strontianiet (strontiumcarbonaat, SrCO3). Celestien komt vaak geconcentreerd in de aardkorst voor en is daarom aantrekkelijk voor de winning. Er zijn vooral strontiummijnen in het noorden van Engeland en Schotland.

## Isotopen
| Stabielste isotopen | Stabielste isotopen        | Stabielste isotopen      | Stabielste isotopen      | Stabielste isotopen      | Stabielste isotopen      |
| isotoop             | relatieve aanwezigheid (%) | halveringstijd           | vervalvorm               | vervalenergie (MeV)      | vervalproduct            |
| ------------------- | -------------------------- | ------------------------ | ------------------------ | ------------------------ | ------------------------ |
| 84Sr                | 0,56                       | stabiel met 46 neutronen | stabiel met 46 neutronen | stabiel met 46 neutronen | stabiel met 46 neutronen |
| 85Sr                | synthetisch                | 64,84 d                  | EV                       | 1,085                    | 85Rb                     |
| 86Sr                | 9,86                       | stabiel met 48 neutronen | stabiel met 48 neutronen | stabiel met 48 neutronen | stabiel met 48 neutronen |
| 87Sr                | 7,00                       | stabiel met 49 neutronen | stabiel met 49 neutronen | stabiel met 49 neutronen | stabiel met 49 neutronen |
| 88Sr                | 82,58                      | stabiel met 50 neutronen | stabiel met 50 neutronen | stabiel met 50 neutronen | stabiel met 50 neutronen |
| 89Sr                | synthetisch                | 50,53 d                  | β−                       | 1,497                    | 89Y                      |
| 90Sr                | synthetisch                | 28,78 j                  | β−                       | 6,697                    | 90Y                      |

Er komen op aarde vier stabiele strontiumisotopen voor, waarvan 88Sr met zo'n 82% het meest. Er zijn 16 radioactieve isotopen bekend. 90Sr met een halveringstijd van ongeveer 29 jaar is een product van kernproeven en ongelukken met nucleaire installaties en kan gezondheidsproblemen veroorzaken omdat het in botten calcium vervangt. 89Sr wordt in de geneeskunde onder andere voor pijnbestrijding gebruikt bij botmetastasen door bijvoorbeeld prostaatkanker.
87Sr is het vervalproduct van 87Rb, deze vervalreactie wordt gebruikt bij de rubidium-strontiumdatering in de geochemie. De halveringstijd is zo hoog (47,5 Ga) dat deze methode alleen geschikt is om oudere gesteenten te dateren.
Het verval van 87Rb heeft geen invloed op de verhouding 87Sr/86Sr in grondwater, dat hooguit residentietijden heeft van enkele honderdduizenden jaren. Bovendien verandert deze verhouding niet door fractionatie tijdens reacties tussen gesteente en grondwater, dat daardoor na enige tijd dezelfde verhouding heeft als het gesteente waarin het zich bevindt. Oudere gesteenten bevatten relatief veel radiogeen 87Sr, gesteenten die silicaten bevatten meer 87Sr dan bijvoorbeeld carbonaatgesteente. De 87Sr/86Sr verhouding wordt daarom ook gebruikt om de oorsprong en stroming van grondwater te traceren.

## Toxicologie en veiligheid
Strontium in zuivere vorm reageert heftig met water en zuurstof. Daarom moet het onder olie worden opgeslagen. Strontium wordt in het menselijk lichaam geabsorbeerd alsof het calcium is. Stabiele isotopen leveren in dat geval geen grote problemen op, maar radioactieve wel omdat hierdoor verschillende vormen van kanker kunnen ontstaan alsmede allerlei botziektes.
Beryllium ·
Magnesium ·
Calcium ·
Strontium ·
Barium ·
Radium